# Лібман Михайло Олександрович
Михайло Олександрович Лібман (1921—1945) — Герой Радянського Союзу (1945).

## Життєпис
Народився в 1921 році в Ростові-на-Дону. Єврей. Освіта середня. Жив у Москві.
З 1939 року проходить службу в РСЧА. В 1941 році закінчив Ленінградське артилерійське училище. З жовтня того ж року на фронтах німецько-радянської війни.
12 січня 1945 року командир 637-го легкого артилерійського полку (15-та легка артилерійська бригада, 3-тя артилерійська дивізія, 7-й артилерійський корпус прориву, 5-та гвардійська армія 1-й Український фронт) майор Лібман вогнем батарей полку забезпечив прорив радянської піхоти головної полоси оборони противника в районі населеного пункту Стопниця (15 км півд.-схід. м. Бусько-Здруй, Польща). 24 січня подолав Одер у населеного пункту Ейхенрід (16 км півн.-зах. м. Ополе, Польща) і вів бої за утримання плацдарму.
Загинув у бою за місто Ченстохова 12 лютого 1945 року. Похований на центральній площі Ченстохова.

## Звання і нагороди
10 квітня 1945 року Михайлу Олександровичу Лібману посмертно присвоєно звання Героя Радянського Союзу.
Також нагороджений:
- орденом Леніна
- орденом Червоного Прапора
- орденом Олександра Невського
- орденом Вітчизняної війни 2 ступеня
- орденом Червоної Зірки